# Jean Valliere
Jean Valliere, francoski maršal, * 7. september 1667, † 7. januar 1759.